# Demografischer Faktor
Unter dem demografischen Faktor wird eine gesellschaftspolitische Handlungsdeterminierung verstanden, die durch den demografischen Wandel notwendig wird. Umgangssprachlich wird der Begriff fälschlicherweise oft synonym zu „demografischer Wandel“ benutzt.

## Bedeutung in der deutschen Rentenpolitik
In der Rentenformel wurde ein demografischer Faktor unter der schwarz-gelben Koalition 1997 im Rahmen des Rentenreformgesetzes berücksichtigt. Bevor die entsprechende Änderung in Kraft treten konnte, wurde sie von der rot-grünen Bundesregierung 1998 wieder zurückgenommen. 
Diese Rücknahme des demografischen Faktors wurde im Jahr 2003 vom damaligen Bundeskanzler Gerhard Schröder als Fehler bezeichnet.
Seit 2004 wird ersatzweise der Nachhaltigkeitsfaktor in der Rentenformel berücksichtigt.